# Orango tango
Orango tango è un singolo della cantante italiana Margherita Vicario, pubblicato il 18 febbraio 2021 dall'etichetta Island Records.

## Video musicale
Il videoclip del brano, diretto da Attilio Cusani, è stato pubblicato contestualmente all'uscita del singolo sul canale YouTube della cantante.

## Tracce
Testi di Margherita Vicario, musiche di Dade.
1. Orango tango – 3:04